# Como Fazer Amigos
Como Fazer Amigos e Enfrentar Fantasmas é um romance gráfico brasileiro escrito por Eric Peleias e desenhado por Gustavo Borges, publicado em 2019 de forma independente através de financiamento coletivo no site Catarse.
O livro conta a história de Leo e Olivia, duas crianças com cerca de 10 anos que passam a ser obrigadas a conviver após seus pais começarem a namorar. A história, ambientada nos anos 1990, mistura o desejo de aventura de Olivia, uma fã de ficção científica, com a vontade de Leo de ficar sozinho vendo televisão.
O livro ganhou o 32º Troféu HQ Mix como melhor publicação infantil e o 36º Prêmio Angelo Agostini como melhor lançamento infantil.
Em 2021, foi lançada uma continuação intitulada Como Fazer Amigos e Enfrentas Alienígenas, seguida por Como Fazer Amigos e Enfrentar Feiticeiros.
Em 2023, a editora JBC anunciou que lançará os álbuns como parte de uma série intitulada Como Fazer Amigos.